# 背斑牙花鮨
背斑牙花鮨，又稱背斑金花鱸，為輻鰭魚綱鱸形目鱸亞目鮨科的其中一種，分布於西印度洋Saya de Malha堤海域，棲息深度120-190公尺，體長可達13.4公分，為底棲性魚類，屬肉食性，生活習性不明。

## 擴展閱讀
維基物種上的相關：背斑牙花鮨